# Greetings from Space
Greetings from Space är en musiksingel av Amanda Jenssen från albumet Killing My Darlings. Den släpptes 2008.

## Listplaceringar
| Lista (2008) | Topplacering |
| ------------ | ------------ |
| Sverige      | 15           |

### Fotnoter
1. ↑  ”Killing My Darlings”. Svensk mediedatabas. 23 februari 2008. http://smdb.kb.se/catalog/id/002277642. Läst 21 november 2014.
2. ↑  ”Greetings from Space”. Swedishcharts. 23 februari 2008. http://www.swedishcharts.com/showitem.asp?interpret=Amanda+Jenssen&titel=Greetings+From+Space&cat=s. Läst 21 november 2014.